# Parallelreaktorsystem
Parallelreaktorsysteme sind über eine gemeinsame Steuerung betriebene Reaktionsgefäße (Reaktoren), in denen chemische oder biologische Prozesse ablaufen. Parallele Reaktoren werden zunehmend vor allem in der chemischen und pharmazeutischen Forschung und Entwicklung eingesetzt.
Im Bereich der biotechnologischen Forschung werden verstärkt parallele Bioreaktorsysteme im Labormaßstab (ml- bis Liter-Maßstab) verwendet, die zumeist aus vier, acht oder 16 Bioreaktoren bestehen.
Die Vorteile gegenüber einzelnen (Bio-)Reaktoren sind vor allem Zeit- (Time-to-Market) und Kostenersparnis durch kleine Arbeitsvolumina und simultane Steuerung. Zudem soll die Reproduzierbarkeit der Ergebnisse durch komplexe Software, automatisierte Steuerung und umfassende Datenerfassung und -speicherung (Data-Mining) gewährleistet werden. Die Verwendung paralleler Reaktorsysteme unterstützt die Analyse und Kontrolle von Prozessen nach Industriestandards wie Process Analytical Technology (PAT). Bei der statistischen Versuchsplanung (engl. Design of Experiments) in der Prozessentwicklung werden vermehrt Parallelreaktorsysteme eingesetzt.